# Francis Llewellyn Griffith
Francis Llewellyn Griffith (27. května 1862 Brighton – 14. března 1934) byl britský egyptolog konce 19. a počátku 20. století. Byl předním světovým odborníkem v oboru egyptské epigrafiky a filologie se zaměřením na démotštinu, hieratické a démotické písmo. Stanovil standardy pro komplexní dokumentaci archeologických lokalit a jeho publikace s přepisy staroegyptských textů měly velký význam pro moderní egyptologii. V roce 1924 se stal prvním profesorem egyptologie na Oxfordské univerzitě.

## Život a dílo
Jeho otec, reverend Dr. John Griffith, byl ředitelem Brighton College a také významným matematikem. U všech svých devíti dětí podporoval intelektuální zájmy. Nejmladší Francis v letech 1875–1878 navštěvoval školu ve městě Sedbergh v Yorkshiru a poté soukromou školu v Highgate v Londýně. V Highgate se u něj rozvinul zájem o starověký Egypt, který nasměroval jeho životní dráhu. V roce 1879 Griffith získal stipendium na Oxfordské univerzitě, kde studoval klasické jazyky a sám se učil starověkou egyptštinu. Během studia pracoval jako pomocná vědecká síla pro egyptologickou společnost (Egypt Exploration Society), která financovala vykopávky v Egyptě. Jejím prostřednictvím dostal v roce 1884 po skončení studia místo asistenta u egyptologa Williama Flinderse Petrieho a zúčastnil se výzkumů v Naukratidě a Džanetu.To mu umožnilo získat zkušenosti z práce v terénu a seznámit se s metodami dokumentace památek. Během několika měsíců sezóny 1886-87 se věnoval opisování nápisů v hrobkách z prvního přechodného období a Střední říše.
V letech 1888–1896 pracoval v oddělení středověkých památek a etnografie Britského muzea. Od roku 1892 působil také jako pedagog na University College v Londýně.
V roce 1896 se Griffith oženil se zámožnou Kate Bradburyovou, což mu umožnilo opustit práci v muzeu a věnovat se plně egyptologii. Žili v rodinném sídle v Ashton-under-Lyne a Griffith jako soukromý docent přednášel na univerzitě v Manchestru. V roce 1898 bylo vydáno jeho klíčové dílo The Petrie-Papyri (Petrieho papyry), ve kterém poprvé rozluštil hieratické texty Říše středu v Kahúnu (Kahúnské papyry) a Gurobu. Podporoval zavedení výuky egyptologie na Oxfordské univerzitě, na které byl v roce 1901 jmenován docentem. Až do předčasné smrti své manželky v roce 1902 se Griffith zdržoval střídavě v Ashtonu a Oxfordu. Jeho další publikací byl třísvazkový The Demotic Magycal Papyrus of London and Leyden (Démotický Londýnský a Leidenský magický papyrus) vydaný v letech 1904–1909 ve spolupráci s filologem Herbertem Thompsonem. Část dědictví po tchánovi, který zemřel v roce 1907, věnoval na organizování expedic Oxfordské univerzity do Núbie a publikování jejich výsledků. V roce 1909 vydal Catalogue of the Démotic papyri in the Rylands Library at Manchester (Katalog démtoických papyrů v Rylandsově knihovně v Manchestru) obsahující kompletní překlad 106 papyrů v démotickém písmu. V roce 1909 rozluštil merojské písmo na nápisech získaných při průzkumu v oblasti Núbie.
V roce 1909 se oženil s Norou Christinou Cobban Macdonaldovou, která mu pomáhala při studiích a vykopávkách v Egyptě a Núbii v letech 1910–13, 1923, 1929 a 1930 a připravovala jeho nedokončené dílo k vydání po jeho smrti. Během expedic Griffith získal mnoho starožitností, které obohatily sbírky britských muzeí. Při vykopávkách v Kawě v letech 1929–1930 našel sochu sfingy s tváří faraona Taharka (40 cm vysoká a 73 cm dlouhá), která je v současnosti v Britském muzeu. Jako výraz uznání za jeho činnost věnovala súdánská vláda Griffithovi Taharkovu svatyni, která byla součástí chrámu v Kawě. Svatyně složená z 236 pískovcových bloků byla rozebrána a převezena do Anglie. Paní Griffithová ji v roce 1936 darovala na památku svého manžela Ashmoleovu muzeu v Oxfordu, kde byla znovu postavena. Jedná se o největší neporušenou egyptskou stavbu z doby faraonů ve Velké Británii.
V roce 1924 byl Griffith jmenován profesorem egyptologie na Oxfordské univerzitě a téhož roku byl zvolen členem Britské akademie. Byl členem-korespondentem Berlínské a Francouzské akademie věd.
Většinu života Griffith věnoval výhradně vědě, až později rozšířil své zájmy o golf a tenis.Francis Llewellyn Griffith zemřel v roce 1934 na následky srdečního infarktu. Byl pohřben na hřbitově Holywell Cemetery v Oxfordu.
Podle podmínek jeho závěti byl v roce 1939 založen Griffithův institut (Ústav blízkovýchodní archeologie) při Ashmoleově muzeu v Oxfordu.